# Concilie van Bazel
Het Concilie van Bazel was een concilie dat in 1431 in Bazel begon. Het einde ervan is niet duidelijk vast te stellen, omdat het op diverse andere locaties werd voortgezet.

## Geschiedenis
Paus Martinus V, die door het Concilie van Konstanz was gekozen om uit de strijd tussen drie pausen te geraken, ging per natie onderhandelen over hervormingen.
De tegenstand van de hussieten in Bohemen dwong de paus een nieuw concilie te beleggen. De prelaten onderhandelden met afgevaardigden van de conservatieve en van de radicale hussieten, en wisten deze handig uit elkaar te spelen. Aan de conservatieven werden concessies gedaan: zo mocht de Eucharistie door hussitische priesters bediend worden in Brood en Wijn. Dit op voorwaarde, dat zij hun radicale broeders de Taborieten, zouden uitschakelen. Toen dit in 1434 was gebeurd, werden de Contractata van Bazel gesloten en op 5 juli 1436 plechtig afgekondigd.
Het Concilie van Bazel schafte allerlei onrechtmatige inkomsten van de paus af. Het trad ook wetgevend op. Paus Eugenius IV ontbond het concilie echter (1433) en toen er te veel weerstand kwam, verplaatste hij het eerst naar Ferrara (1438) en daarna naar Florence (1439): het Concilie van Ferrara-Florence. De nieuw benoemde prins-bisschop van Bazel, Frederik aan de Rijn, zette het concilie verder, buiten de wil van Rome om.
De meerderheid van de conciliedeelnemers bleef in Bazel achter en zette in 1439 paus Eugenius IV af. Amadeus van Savoye werd gekozen als tegenpaus met als naam Felix V. Het concilie kon tot deze stap komen omdat het had bepaald dat het gezag van een concilie boven dat van een paus ging. Het concilie in Bazel verloor echter veel steun toen paus Eugenius IV er in 1439 in slaagde een tijdelijke hereniging van de Rooms-Katholieke Kerk en de oosters-orthodoxe kerken tot stand te brengen, waarbij de patriarch van Constantinopel het primaat van de paus erkende.
Het concilie in Bazel liep naar zijn einde: in 1448 werd het verplaatst naar Lausanne en in 1449 besloot Felix V om paus Nicolaas V, de opvolger van de in 1447 overleden paus Eugenius IV, als paus te erkennen. Kort hierna werd het concilie definitief gestaakt.